# Supremo (Marvel Comics)
Il Supremo (One-Above-All) detto TOAA è un personaggio immaginario dei fumetti, creato da Mike Wieringo (disegni) e Mark Waid (testi), pubblicato dalla Marvel Comics. È apparso per la prima volta in forma piena e compiuta, nei Fantastic Four n. 511 (maggio 2004). Il Supremo può essere inteso come una rappresentazione di Dio, così come concepito dalle religioni monoteistiche, all'interno dell'universo Marvel, e, in questa chiave, ha avuto alcune apparizioni precedenti a quella menzionata.

## Biografia del personaggio
Il Supremo è un'entita di incommensurabile potere. Stando all'Official Handbook è il creatore ultimo di tutti i contenuti nell'Universo Marvel e, probabilmente, dell'Omniverso.
Ha vari camei sulle testate mistiche della Marvel e poi nel 2004 appare in una storia dei Fantastici Quattro, nella quale il super-gruppo va in Paradiso e conosce il Supremo. Questo afferma di comunicare direttamente con un associato, sebbene non si sappia a che punto della gerarchia delle entità si trovi. Qui è raffigurato in modo molto somigliante a Jack Kirby, uno dei creatori dei fumetti Marvel. Ciò può indicare che il Supremo sia una rappresentazione degli Autori della Marvel Studios che operano nel fumetto.
Appare ancora in Sensational Spider-Man n. 40 (II serie, ottobre 2007), quando con sembianze umane appare a Peter Parker, in quel periodo rattristato dallo stato di salute di zia May, che è in fin di vita dopo essere stata colpita al posto di Peter da un killer assoldato dal Kingpin. Quest'ultimo, tra l'altro è stato l'unico a tirare un pugno al supremo e a metterlo alle strette. Il Supremo parla a Peter di tutte le cose buone che ha fatto nella sua vita da Uomo Ragno, spronandolo a resistere al dolore e non arrendersi.
In "Thanos: la fine dell'infinito" il Supremo appare quando l'Universo esplode. Thanos e Adam Warlock si ritrovano al suo cospetto in Paradiso. Quando Adam diventa il nuovo Tribunale vivente, il Supremo ripristina l'Universo facendo scordare gli ultimi eventi a tutti tranne che a Thanos e Adam. Il Supremo ha inoltre posto Mefisto, colui che si è ribellato a Esso, a capo dell'Inferno. Gli angeli sono seguaci molto fedeli al Supremo, e questi ha concesso il libero arbitrio sia a loro che a tutte le altre razze del Creato.

## Poteri e abilità
Essendo il creatore della vita e dell'esistenza stessa, il Supremo è in assoluto il più potente personaggio di tutto l'universo Marvel, in quanto è l'unico essere davvero ineluttabile. Anche le Entità Cosmiche, come Eternità, Lady Morte, Infinità, Oblio e tutte le altre entità cosmiche e divinità di ogni tipo gli sono illimitatamente inferiori. Il Tribunale Vivente sembra essere il suo diretto sottoposto, con il compito di mantenere l'equilibrio di tutto ciò che esiste, esercitando autorità assoluta su tutti e tutto ad eccezione per l’appunto del Supremo, suo stesso Creatore e superiore. Non esiste nulla che sia ad esso superiore, essendo al di sopra di tutto ciò che esiste. Il suo potere è illimitatamente superiore anche a quello di Molecola e della Fenice Bianca della Corona, e persino a quello dell’Arcano.
Il Supremo è onnipotente, onnisciente, onnipresente, omniversale, onniveggente, onnilinguistico e onnicomprensivo (sebbene egli sia al di sopra di tutti questi concetti) al di fuori di tempo, spazio e realtà stessi. È al di sopra di tutto e tutti e qualsiasi entità o essere è a lui inferiore, perfino una banda di Arcani non potrebbe nulla contro di lui, nessuno può opporsi alla sua volontà (anche se sembra esserci la sua controparte oscura One below all che ha la stessa influenza nell'omniverso Marvel, ma che poi si è scoperto essere solo una misera rappresentazione del Supremo stesso per mettere alla prova Hulk). Perfino l'esistenza è insignificante per lui, sebbene la ami e la anteponga anche a se stesso. I poteri del Cuore dell'Universo, della banda di Arcani, di Franklin Richards e delle Gemme dell'Infinito sono infinitamente ed eternamente inferiori a quelli del Supremo. Il suo potere è illimitatamente superiore a tutto quello contenuto nell'intero Creato.
Durante Thanos: The Infinity Finale, il Supremo appare sia maschio che femmina a Thanos e ad Adam Warlock, dato che non ha un sesso, essendo il principio di tutto; egli accetta di ricostruire il multiverso alla sola condizione che Warlock diventi il nuovo Tribunale Vivente.